# Л’Егијон на Мору
Л’Егијон на Мору (фр. Aiguillon-sur-Mer) насеље је и општина у западној Француској у региону Лоара, у департману Вандеја која припада префектури Фонтне ле Конте.
По подацима из 2011. године у општини је живело 2261 становника, а густина насељености је износила 258,7 становника/km². Општина се простире на површини од 8,74 km². Налази се на средњој надморској висини од 6 метара (максималној 8 m, а минималној 0 m).

## Демографија
| 1962. | 1968. | 1975. | 1982. | 1990. | 1999. | 2011. |
| ----- | ----- | ----- | ----- | ----- | ----- | ----- |
| 1.763 | 1.951 | 2.117 | 2.152 | 2.175 | 2.206 | 2.261 |

График промене броја становника у току последњих година